# Yuka Kawamura
Yuka Kawamura (川村結花 Kawamura Yuka?) es una cantautora y compositora japonesa, originaria de la Prefectura de Osaka.

## Biografía
Nacida y crecida en la ciudad de Osaka, Yuka Nakamura desde siempre estuvo orientada hacia el ambiente musical y de las artes. Estudió composición artística en la Universidad Nacional de Bellas Artes y Música de Tokio. Sus actividades en la música fueron mientras estaba en la escuela, donde participó en un club de música Jazz moderna de la Universidad de Waseda.
Tras graduarse como compositora en 1994 resulta ganadora en una de las audiciones de SME. La canción escrita y compuesta por ella "Gyōkai Jigoku Ichido Haoi de" es ofrecida a la banda SMAP.
Como cantante solista debutó bajo el sello Toshiba EMI en 1995 lanzando el álbum "chotto keisan shite nai ta". Yuka fue parte de Toshiba EMI solo hasta 1996, lanzando en este sello cuatro sencillos y dos álbumes. En general su nombre aún era desconocido, su peso como cantante aún no era mucho, pero ya era algo reconocida en la industria.
Se hizo de renombre gracias a su tema "Yozora no Mukō", que fue ofrecido a la banda SMAP. Desde este momento es contratada por Epic Records/Sony Music Entertainment Japan. Desde este nuevo sello, muchos de sus trabajos son ofrecidos a numerosos artistas de renombre como Misato Watanabe, Masayuki Suzuki, Takako Matsu y otros muchos artistas, aparte de también continuar su carrera como solista. También numerosas artistas ha hecho Yuka con artistas como aiko, Yoshikuni Douchin de CHEMISTRY y Akiko Yano.
El año 2006 formó una banda de música instrumental llamada SOI, con los que actualmente crea nueva música.